# Oulobophora externata
Oulobophora externata is een vlinder uit de familie van de spanners (Geometridae).